# 正义联盟 (动画)
《正义联盟》（英語：Justice League，简称JL）是一部美国的电视动画剧集，主角为一组由超级英雄组成的联盟。该剧为DC动画宇宙的第七个系列，于2001年至2004年在美国的Cartoon Network上播映。该剧由华纳兄弟动画公司（Warner Bros. Animation）制作，它是基于《美国正义联盟》（The Justice League of America / JLA）和相关的DC漫画出版的漫画角色。在播完第二季后，该剧的后续系列《超人正义联盟》推出，并播出了额外的三季。该剧與《蝙蝠俠：動畫系列》、《超人：動畫系列》為共同世界觀，同樣為Earth-12。

## 制作
《正义联盟》动画系列的制片人是布鲁斯·蒂姆，他也是1990年代《蝙蝠侠：动画系列》和《超人：动画系列》的制片人之一。本片中，正义联盟包括蝙蝠侠，超人，神奇女侠，绿灯侠（约翰·斯图尔特），闪电侠（沃利·韦斯特），火星猎人（尚恩·琼兹）和鹰女七位超级英雄。
评论原先认为该剧第二季结局“星际穿越”将成为该系列的最后一集，然而2004年2月，Cartoon Network宣布该剧的后续系列《超人正义联盟》将于2004年7月31日首播，且新系列中正义联盟将会扩员。

### 选角
凯文·康罗伊在本剧中为蝙蝠侠配音。此前他也曾在《蝙蝠侠：动画系列》（1992-1995）、《蝙蝠侠新冒险》（1997-1999）和《蝙蝠侠超越》（1999-2001）中为蝙蝠侠配音。剧中蝙蝠侠的服装进行了重新设计，整体样式上与《蝙蝠侠新冒险》中的服装相同，但将《蝙蝠侠：动画系列》中服装上的蓝色亮点和《蝙蝠侠超越》中的长耳朵添加到了服装中。超人的配音演员原定为曾在《超人：动画系列》（1996-2000）中为超人配音的提姆·达利，但由于其参与了《逃亡者》的配音而无法参与，故由乔治·纽伯恩代为超人配音。在第一季中，超人的头发有明显的闪亮条纹，而且为了使其看起来更老，超人的形象被重新设计为眼睛有一点斜视和有轻微皱纹的形象。在这一季中，超人的外观看起来比之前的系列更大。但由于这个形象不受粉丝欢迎，第二季重新调整了超人的形象，将皱纹弱化至几乎看不见的地步，并移除了眼睛的斜视，本质上将超人恢复到他早先的动画形象。作为一个玩笑，第一季中超人的面部设计被用在《超人正义联盟》剧集“为了拥有一切的男人”中的老乔·艾尔上。
剧中大多数角色的故事与漫画书里保持一致和连续，但神奇女侠是一个例外。在本剧中，首集“秘密起源”修改了戴安娜与亚马逊同胞竞争成为人类世界和平大使的情节，改为戴安娜为了拯救世界，瞒着母亲离开阿玛宗，并初次与正义联盟的其他英雄合作（随后的剧集里有情节表现她正在试图适应新世界）。在第一季DVD的采访片段中，布鲁斯·蒂姆表示，他最初在使用神奇女侠角色时遇到了一些法律问题，但他坚持要在该系列中加入她。此外，剧中的闪电侠比漫画书中的更年轻、更傲慢，具有塑胶人的许多个性特征。在《超人：动画系列》的一集中为闪电侠配音的查理·施拉特因故无法参与该剧的配音，故由迈克尔·罗森巴姆取代。此外，鹰女的角色也发生了重大变化，随着剧情的进展，鹰女开始与绿灯侠约翰·斯图尔特发生浪漫关系。剧中也暗示了蝙蝠侠和神奇女侠之间的浪漫关系（之所以不是超人和神奇女侠，是因为粉丝对此表示不欢迎），但从未像鹰女和绿灯侠那样“官方”。罗宾在此系列中不像在《超级朋友》中那样与蝙蝠侠配对。
尽管该系列本身以传统的2D风格制作动画，但开场动画以卡通渲染的3D呈现。